# Ateroskleroza
Áteroskleróza  (latinsko atherosclerosis) je kronična bolezen, pri kateri se zaradi kopičenja lipidov, kot so holesterol in trigliceridi, zadebeli arterijska stena. Gre za stanje kroničnega vnetja, ki ga povzroči kopičenje makrofagov in pospešujejo lipoproteini majhne gostote ob nezadostnem odstranjevanju lipidov iz arterijske stene z lipoproteini velike gostote. V arterijski steni nastajajo ateromski plaki. Bolezen pogosto več desetletij ostane asimptomatična, dokler se ateromski plaki ne raztrgajo in nastopi tromboza ali trombembolija z zaporo žile ali pa ni stenoza (zožitev) žilne svetline tako huda, da je oskrba tkiv nezadostna in nastane ishemija. Zapora arterij za srčno mišičnino povzroči miokardni infarkt (srčno kap), zapora arterij za možgane pa možgansko kap.

## Razvoj bolezni
Značilno je preoblikovanje arterij, ki vodi v nastajanje aterosklerotičnih plakov oz. lezij, kar imenujemo aterogeneza. Poteka počasi in skozi zapleteno vrsto celičnih dogodkov v arterijski steni. Po nedavni teoriji se začnejo levkociti iz neznanih razlogov usmerjati proti endoteliju. Nastalo vnetje vodi v nastanek plakov v arterijski tuniki intimi (notranji žilni plasti med endotelijem in tuniko medijo). Sprva se samo debeli stena, svetlina žile pa se ne oži. Večina teh lezij sestoji iz maščobe, kolagena in elastina.
Plaki se delijo v dveh skupini: stabilne in nestabilne. Stabilni aterosklerotični plaki, ki so običajno asimptomatični, so bogati z zunajceličnim matriksom in žilno gladko mišičnino. Nestabilni plaki pa so bogati z makrofagi in penastimi celicami, zunajcelični matriks (imenovan tudi fibrozni pokrov), ki ločuje lezijo od arterijske svetline, pa je običajno šibek in se rad raztrga. Raztrganje fibroznega pokrova izpostavi trombogene snovi, npr. kolagen, obtoku in sproži nastanek trombusa v žilni svetlini.
Trombusi lahko neposredno zaprejo arterije, pogosteje pa vstopijo v obtok in zaprejo manjše distalne veje, kar imenujemo trombembolija. Poleg trombembolije lahko kronično rastoče aterosklerotične lezije povzročijo tudi popolno zaporo svetline. Stenoza je pozen dogodek, do katerega ne pride nujno, in je pogosto posledica večkratnega raztrganja plakov in procesa celjenja.

## Diagnostika
Območja hude žilne stenoze lahko ugotovimo z angiografijo in v manjši meri z obremenitvenim testiranjem, vendar v teh primerih prepoznamo samo posledico, ne pa osnovne aterosklerotične bolezni. Večina zapletov namreč izvira iz območij z napredovalimi plaki, vendar neizrazito žilno zožitvijo. Ruptura plaka pa lahko povzroči zaporo arterije v nekaj sekundah do minutah, posledici česar sta lahko trajna hendikepiranost ali nenadna smrt.
Poleg tradicionalnih diagnostičnih metod se uporabljajo tudi druge metode, med katerimi sta anatomska prepoznava in fiziološke meritve. Metode anatomske prepoznave so točkovanje poapnelosti koronarnih arterij z uporabo CT-slikanja, meritev debeline intimomedialne plasti z ultrazvokom, intravaskularni ultrazvok (IVUS). Metode fiziološkega merjenja so analiza lipoproteinskih podskupin, meritev HbA1c, meritev hs-CRP in meritev homocisteina.
Anatomske in fiziološke metode omogočajo zgodnjo prepoznavo bolezni pred pojavom simptomov ter oceno njene napredovalosti in spremljanje njenega razvoja. Anatomske metode so dražje in v nekaterih primerih (npr. IVUS) invazivne, poleg tega z njimi ni mogoče oceniti stanja bolezni ali neposredno slediti njenega razvoja. V zadnjih letih so se razvile tudi slikovne tehnike za ugotavljanje težavnosti ateromskih plakov, npr. s PET in SPECT.

## Zdravljenje
Kadar se ateroskleroza izrazi s simptomi, jih lahko v nekaterih primerih lajšamo. Začetno ukrepanje sestoji iz nefarmakoloških ukrepov, kot sta prenehanje kajenja in redna telesna aktivnost. Če to ne zadostuje, uvedemo zdravila, ki so dolgoročno najučinkovitejši način ukrepanja. Najbolj uveljavljena skupina zdravil so statini. Izrazito zavrejo napredovanje bolezni in zmanjšujejo smrtnost, stranskih učinkov pa imajo razmeroma malo. Poleg tega je zožene žile mogoče operacijsko razširiti z uporabo žilnih opornic ali pa zožitve obiti s premostitvenimi operacijami.